# Маленькие великаны
«Маленькие гиганты» (англ. Little Giants) — кинофильм Дуэйна Данэма 1994 года.

## Сюжет
Дэнни О’Ши (Рик Моранис, англ. Rick Moranis) всегда жил в тени своего старшего брата, Кевина (Эд О'Нилл, англ. Ed O’Neill), выигравшего трофей Хэйсмана. Братья жили в небольшом городке Урбания, штат Огайо. Кевин тренировал местную детскую футбольную команду. Дочь Дэнни, Бекки (Шона Уолдрон, англ. Shawna Waldron) была не допущена в команду Кевина, потому что она девочка, несмотря на то, что она была лучшим игроком. Она убеждает своего отца собрать собственную команду под названием «Маленькие гиганты» из игроков, которым никогда не давали шанс. Дэнни в попытке доказать, что Бекки лучше любых других игроков-мальчиков, решил поспорить с Кевином, что его команда победит команду «Ковбои», которую тренирует Кевин. Девиз спора был «в одном городе, одна команда».

## В ролях
| Актёр           | Роль             |
| --------------- | ---------------- |
| Рик Моранис     | Дэнни О’Ши       |
| Эд О'Нилл       | Кевин            |
| Шона Уолдрон    | Бекки О’Ши       |
| Девон Савва     | Джуниор Флойд    |
| Сюзанна Томпсон | Пэтти Флойд      |
| Сэм Хорриган    | Спайк Хаммерсмит |
| Тодд Босли      | Джейк Бирман     |
| Алекса Вега     | Присцилла О’Ши   |
| Кортни Пелдон   | Дебби О’Ши       |
| Даббс Грир      | Уилбур           |
| Майрон Хили     | Доктор           |